# John Ridgway
John Livzey Ridgway (né le 28 février 1859 à Mount Carmel – mort le 27 décembre 1947 à Glendale, Californie) est un illustrateur américain. Il était le frère de l’ornithologue Robert Ridgway.